# Clauzadea
Clauzadea — рід грибів родини Lecideaceae. Назва вперше опублікована 1984 року.

## Класифікація
До роду Clauzadea відносять 7 видів:
- Clauzadea chondrodes
- Clauzadea chondrodes
- Clauzadea cyclisca
- Clauzadea immersa
- Clauzadea metzleri
- Clauzadea metzleri
- Clauzadea monticola